# Колотилин, Иван Георгиевич
Ива́н Гео́ргиевич Колоти́лин (2 [15] декабря 1909, Самарская губерния — 5 мая 2014, Санкт-Петербург) — советский военачальник, командующий ракетными войсками и артиллерией Дальневосточного военного округа (1961—1963), заместитель начальника Военной артиллерийской академии имени М. И. Калинина (1963—1965), генерал-майор артиллерии.

## Биография
Родился 2 (15) декабря 1909 года в селе Сорочинское Бузулукского уезда Самарской губернии (ныне — город Сорочинск Оренбургской области). Русский.
На военной службе с 1927 года. В 1927—1931 годах — курсант Ташкентской Краснознамённой объединённой военной школы в Узбекской ССР. В 1929—1930 годах участвовал в боях с басмачами.
В 1931 году после выпуска назначен командиром взвода в 3-й Туркестанский артиллерийский полк. За пять лет службы в этом полку прошёл последовательно должности начальника разведки полка, командира артиллерийской батареи, начальника штаба дивизиона. В 1936 году назначен на должность начальника штаба отдельного конно-артиллерийского дивизиона кавалерийской дивизии в Самарканде, затем служил в 123-м артиллерийском полку в Ташкенте. В 1939 году вступил в ВКП(б)/КПСС.
С 1939 года преподавал тактику в Тбилисском артиллерийском училище. В этот же период поступил на заочный факультет Военной академии имени М. В. Фрунзе, где его и застала Великая Отечественная война.
С началом Великой Отечественной войны был назначен заместителем командира артиллерийского полка в составе 51-й армии. В марте 1942 года – заместитель командира 295-го стрелкового полка 138-й стрелковой дивизии Крымского фронта, капитан. Участвовал в боях за Крым, был ранен. После лечения в госпитале назначен на должность начальника разведки артиллерии 51-й армии. Участвовал в Сталинградской битве.
В 1943 году назначен командиром артиллерийского полка 19-й артиллерийской дивизии. Осенью дивизия участвовала в тяжелейших боях Западного фронта на Смоленском направлении. В июне 1944 года — командир 260-го гвардейского пушечного артиллерийского полка 17-й гвардейской пушечной артиллерийской бригады Ленинградского фронта, гвардии подполковник. Управлял огнём полка в наступлении на Карельском перешейке.
С осени 1944 года по май 1945 года — командир 67-й гаубичной артиллерийской Ленинградской бригады 5-й гвардейской артиллерийской Краснознаменной Сталинградской дивизии прорыва Резерва Главного Командования на 2-м Украинском фронте, гвардии полковник. Участвовал в Ясско-Кишинёвской наступательной операции и во взятии города Будапешта. Награждён 4 боевыми орденами и боевыми медалями.
В 1945 году назначен преподавателем тактики Артиллерийской академии имени Ф. Э. Дзержинского в Москве. В 1951 году окончил Высшую военную академию имени К. Е. Ворошилова (ныне — Военная академия Генерального штаба Вооружённых сил Российской Федерации).
В 1951—1956 годах — начальник штаба артиллерии Дальневосточного военного округа. В 1956—1959 годах — начальник кафедры тактики артиллерии Военной артиллерийской командной академии в Ленинграде. В 1959—1961 годах — заместитель командующего артиллерией Одесского военного округа. В 1961—1963 годах — командующий ракетными войсками и артиллерией Дальневосточного военного округа.
В 1963—1965 годах — заместитель начальника Военной артиллерийской академии имени М. И. Калинина (ныне — Михайловская военная артиллерийская академия).
За годы службы стал автором около 40 научных трудов, учебных пособий и статей, в том числе монографии «Контрминомётная борьба» по опыту Великой Отечественной войны (1948). Соавтор учебника «Тактика артиллерии» (1958), учебного пособия «Артиллерия в армейской наступательной операции» (1959), учебного пособия «Боевое применение ракетных войск и артиллерии в наступательной операции без средств массового поражения» (1964) и других.
В 1964 году был председателем Государственной комиссии по приёму новых крылатых ракет, созданных в конструкторском бюро В. Н. Челомея. Испытания складывались трудно. Не все приборы подтверждали заложенные конструкторами характеристики. Руководство даже после неудачных испытаний обязывало Колотилина подписать соответствующие акты. Но Иван Георгиевич отказался это делать, потому что он, пройдя боевую практику на фронте, прекрасно знал, как в реальном бою могут проявиться такие «недоработки» вооружения. Перед ним был выбор: пойти на сделку с совестью и разрешить принятие на вооружение недоработанной установки или требовать устранения недостатков. Иван Георгиевич акт не подписал, и этого ему не простили — в 1965 году генерал-майор артиллерии И. Г. Колотилин был уволен в отставку ранее положенного 60-летнего возраста.
Указом Президента Российской Федерации от 20 февраля 1997 года за отличия в руководстве войсками при проведении боевых операций в период Великой Отечественной войны 1941—1945 годов награждён орденом Жукова.
Жил в Санкт-Петербурге. Скончался 5 мая 2014 года на 105-м году жизни. Похоронен на Ковалёвском кладбище во Всеволожском районе Ленинградской области.

## Награды
- орден Жукова (20.02.1997[2])
- орден Ленина
- 3 ордена Красного Знамени (в т. ч. 23.06.1944[3]; 30.04.1945[4])
- 2 ордена Отечественной войны 1-й степени (08.10.1944[5]; 11.03.1985[6])
- 2 ордена Красной Звезды (в т. ч. 30.04.1942[7])
- медали СССР и Российской Федерации, в том числе «За оборону Сталинграда», «За взятие Будапешта».